# Landdag van Noordrijn-Westfalen
De Landdag van Noordrijn-Westfalen (Duits: Landtag von Nordrhein-Westfalen) is het parlement van de Duitse deelstaat Noordrijn-Westfalen. Het parlement telt minimaal 181 leden, waarvan er 128 via kiesdistricten worden verkozen. De grootste partij in de Landdag is sinds 2017 de Christlich Demokratische Union (CDU) met 76 van de 195 zetels. De Landdag wordt geregeld in hoofdstuk 1 van het derde deel van de grondwet.

## Geschiedenis
De deelstaat Noordrijn-Westfalen ontstond in 1946 uit het samenvoegen van de Pruisische Rijnprovincie en de provincie Westfalen. In 1947 werden de eerste landdagverkiezingen gehouden die werden gewonnen door de Christlich Demokratische Union (CDU). De Christendemocraat Karl Arnold (1901-1958) werd de eerste gekozen minister-president van Noordrijn-Westfalen. Arnold leidde tot 1956 de regering met kabinetten bestaande uit diverse samenstellingen. In 1956 kwam zijn regering ten val. Voorafgaande aan de val van het kabinet hadden de SPD, de Zentrumspartei en de Freie Demokratische Partei (FDP) de afspraak gemaakt de CDU buiten een nieuwe regering te houden. De sociaalliberale coalitie bleek echter maar twee jaar stand te kunnen houden en bij de verkiezingen van 1958 werd de CDU met 104 weer de grootste partij. Franz Meyers (CDU) regeerde gedurende acht jaar (v.a. 1962 met de FDP) over de deelstaat.
Bij de verkiezingen van 1966 werd de CDU met 96 zetels opnieuw de grootste partij, maar SPD en FDP, die samen 104 zetels hadden, besloten een sociaalliberale coalitie te vormen onder leiding van Heinz Kühn. De sociaalliberale coalitie bleef tot 1980 aan de macht. Bij de verkiezingen van 11 maart 1980 verloor de FDP haar zetels in de Landdag, maar Johannes Rau wist een regering samen te stellen uit sociaaldemocraten alleen. Tot 1995 bleef deze eenpartijregering aan de macht. Bij de verkiezingen van 1995 wisten Die Grünen hun zetelaantal te verdubbelen, terwijl de SPD een gevoelig verlies leed. Rau slaagde er echter in om een coalitie samen te stellen bestaande uit de SPD en Bündnis 90/Die Grünen. Van 1998 tot 2002 leidde Wolfgang Clement (SPD) en van 2002 tot 2005 leidde Peer Steinbrück de sociaaldemocratisch-groene coalitie.

### Landdagverkiezingen van 2005
Bij de Landdagverkiezingen van 22 mei 2005 waren 187 zetels te verdelen. De SPD leed een gevoelige nederlaag, terwijl de CDU een bescheiden winst boekte. De CDU kreeg bijna 45% van stemmen, goed voor 89 zetels. Slechte resultaten boekten ook de FDP en Bündnis 90/Die Grünen. Na de verkiezingen trad Jürgen Rüttgers aan als minister-president van een CDU/FDP-coalitie.

### Landdagverkiezingen van 2010

Samenstelling van de Landdag (2010-2012)

Bij de Landdagverkiezingen van 9 mei 2010 verkregen de CDU en de SPD allebei 67 zetels. Beide partijen gingen sterk achteruit. Die Grünen wisten hun zetelaantal ten opzichte van 2005 bijna te verdubbelen en kregen 23 zetels (+11). De FDP ging een klein beetje vooruit. Nieuw in de volksvertegenwoordiging kwam Die Linke (11 zetels), waarmee voor het eerst sinds 1954 meer dan vier partijen in de Landdag vertegenwoordigd waren.
Op 15 juli 2010 trad Hannelore Kraft (SPD) aan als minister-president van een minderheidskabinet bestaande uit de SPD en Bündnis 90/Die Grünen.

### Landdagverkiezingen van 2012
Doordat de regering van Noordrijn-Westfalen in maart 2012 viel, volgden nieuwe verkiezingen op 13 mei 2012. CDU bleef hierbij stabiel op 67 zetels, terwijl FDP er 9 bijkreeg. Die Linke viel terug van elf naar nul zetels. Nieuw was de Piratenpartij, die vanuit het niets 20 zetels verzamelde. Coalitiepartners Die Grünen en (vooral) de SPD boekten grote winst, waarmee het kabinet een meerderheid veroverde en een doorstart kon maken. Het tweede kabinet-Kraft trad aan op 21 juni 2012.

### Landdagverkiezingen van 2017
De Landdagverkiezingen van 2017 vonden plaats op 14 mei van dat jaar. De twee regeringspartijen (SPD en Die Grünen) verloren sterk, terwijl CDU en FDP vooruitgingen. AfD verzamelde 16 zetels en kwam daarmee voor het eerst in het parlement. De Piratenpartij verloor daarentegen al haar zetels. CDU en FDP vormden een nieuwe regering onder leiding van minister-president Armin Laschet (CDU).

### Landdagverkiezingen van 2022
In oktober 2021 werd minister-president Laschet tussentijds opgevolgd door Hendrik Wüst, die de taak kreeg om zijn termijn af te maken tot en met de Landdagverkiezingen van 15 mei 2022. De opkomst bij die verkiezingen lag met 55,5% lager dan ooit, maar de CDU boekte onder leiding van Wüst wel een redelijke winst en bleef de grootste partij van Noordrijn-Westfalen. Coalitiepartner FDP viel echter zodanig terug, dat de zittende regering haar meerderheid verloor. De christendemocraten vormden samen met Bündnis 90/Die Grünen een zogeheten kiwi-coalitie, de eerste ooit in Noordrijn-Westfalen. De regering-Wüst II trad op 29 juni 2022 aan.

## Samenstelling
De vetgedrukte zetels duiden de partijen aan die na de betreffende verkiezingen vertegenwoordigd waren in de regering van Noordrijn-Westfalen.
| Partij                | zetels 2010 | zetels 2012 | zetels 2017 | zetels 2022 |
| --------------------- | ----------- | ----------- | ----------- | ----------- |
| CDU                   | 67          | 67          | 72          | 76          |
| SPD                   | 67          | 99          | 69          | 56          |
| Bündnis 90/Die Grünen | 23          | 29          | 14          | 39          |
| FDP                   | 13          | 22          | 28          | 12          |
| AfD                   | –           | –           | 16          | 12          |
| Piraten               | –           | 20          | –           | –           |
| Die Linke             | 11          | –           | –           | –           |
| Totaal                | 181         | 237         | 199         | 195         |

## Gebouw

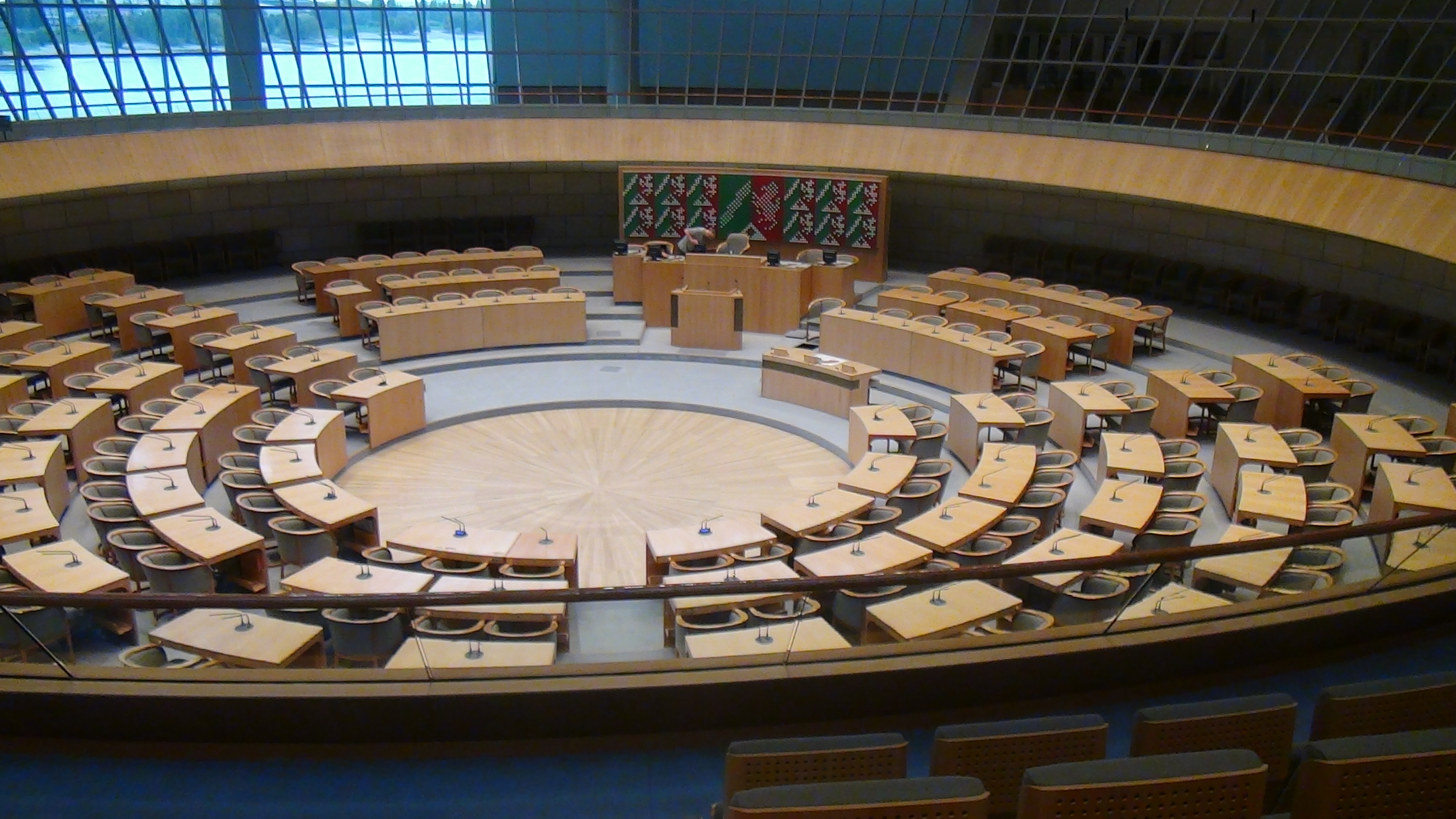
Interieur van de Landdag

De Landdag is gevestigd in Düsseldorf. Het gebouw dateert uit 1988. Voor die tijd was de Landdag gevestigd in het Ständehaus (ook in Düsseldorf). Naast het gebouw van de Landdag staat de hoogste toren van Düsseldorf, de Rheinturm.

## Voorzitters van de Landdag
| Voorzitters van de Landdag van Noordrijn-Westfalen | Voorzitters van de Landdag van Noordrijn-Westfalen | Voorzitters van de Landdag van Noordrijn-Westfalen |
| Persoon                                            | periode                                            | partij                                             |
| -------------------------------------------------- | -------------------------------------------------- | -------------------------------------------------- |
| Ernst Gnoß                                         | 1946                                               | SPD                                                |
| Robert Lehr                                        | 1946-1947                                          | CDU                                                |
| Josef Gockeln                                      | 1947-1958                                          | CDU                                                |
| Wilhelm Johnen                                     | 1959-1966                                          | CDU                                                |
| Josef Hermann Dufhues                              | 1966                                               | CDU                                                |
| John van Nes Ziegler                               | 1966-1970                                          | SPD                                                |
| Wilhelm Lenz                                       | 1970-1980                                          | CDU                                                |
| John van Nes Ziegler                               | 1980-1985                                          | SPD                                                |
| Karl Josef Denzer                                  | 1985-1990                                          | SPD                                                |
| Ingeborg Friebe                                    | 1990-1995                                          | SPD                                                |
| Ulrich Schmidt                                     | 1995-2005                                          | SPD                                                |
| Regina van Dinther                                 | 2005-2010                                          | CDU                                                |
| Edgar Moron (waarnemend)                           | 2010                                               | SPD                                                |
| Eckhard Uhlenberg                                  | 2010-2012                                          | CDU                                                |
| Carina Gödecke                                     | 2012-2017                                          | SPD                                                |
| André Kuper                                        | 2017-heden                                         | CDU                                                |